# Cumscraid Menn
Cumscraid Menn („Jąkała”) lub Cuscraid Menn Macha („Jąkała z Machy”) – heros, legendarny król Ulaidu z dynastii Milezjan (linia Ira, syna Mileda) w latach 30-33 n.e., postać występująca w cyklu ulsterskim, syn i następca Conchobara III mac Nessa, króla Ulaidu.
Kiedy prowadził najazd przeciw Connachtowi, spotkał na granicy przez herosa Ceta mac Magach, który zranił go włócznią w gardło. Z tego powodu miał przeszkody w mówieniu. Był jednym z trzech najpopularniejszych bohaterów wraz z Cúchulainnem oraz Conallem Cernachem.
Po śmierci ojca Conchobara, mieszkańcy Ulaidu zaprosili jego najstarszego syna Cormaca Connloingesa (Connlongasa) by objął po nim tron. Jednak Cormac zginął przed objęciem tronu. Po jego śmierci władzę zaoferowano Conallowi Cernachowi, który odmówił, polecając ją przybranemu synowi Cumscraidowi zamiast niego. Informacje o jego rządach z Emain Macha w Ulaidze czerpiemy ze źródeł średniowiecznych, np. „Laud Misc. 610” z XV w. Tam zanotowano na jego temat: Cumscr[ai]d Mend Macha .iii. blī[adn]a (fol. 107 a 39). Zapisano tutaj małymi literami rzymską cyfrę III, oznaczającą trzy lata panowania. Po jego śmierci z ręki Mac Cechta, następcą na tronie Ulaidu został brat Glaisne.